# Quận Perry, Mississippi
Quận Perry là một quận thuộc tiểu bang Mississippi, Hoa Kỳ.
Quận này được đặt tên theo. Theo điều tra dân số của Cục điều tra dân số Hoa Kỳ năm 2010, quận có dân số 12.250 người. Quận lỵ đóng ở New Augusta6. Tại Augusta cũ, kẻ ngoài vòng pháp luật James Copeland đã bị hành quyết treo cổ vào ngày 30 tháng 10 năm 1857.. Augusta mới đã được chọn làm quận lỵ do năm ở bên tuyến đường sắt thành phố Mobile, Jackson & Kansas.

## Địa lý
Theo Cục điều tra dân số Hoa Kỳ, quận có diện tích 1684 km2, trong đó có 8 km2 là diện tích mặt nước.

### Các xa lộ chính
- U.S. Highway 98
- Mississippi Highway 15
- Mississippi Highway 29
- Mississippi Highway 42